# ザ・ゲートウェイパンディット
ゲートウェイパンディット（英語: The Gateway Pundit、TGP）は、米国の極右系フェイクニュースサイトである。偽情報、捏造報道、陰謀論を流布するサイトとして知られる。
Jim Hoftが2004年に設立し、当初は1人で運営されていたが、現在は複数の従業員によって運営され、主に広告収益で維持されている。2016年米大統領選挙の間、1日あたり100万人以上のユニークユーザーがサイトを閲覧した。2021年9月、Googleは誤情報を拡散したとして、ゲートウェイパンディットへの広告の出稿を取りやめた。

## 歴史
ゲートウェイパンディットは、創設者のJim Hoftによると「真実を語るため」、また「左派の卑劣さを暴くため」、2004年米大統領選前に創設された。サイトの名前は、2018年2月現在Hoftが居住するセントルイスにあるゲートウェイ・アーチにちなんで付けられた。Hoftはセントルイスの西郊外にあるエリスヴィルからサイトを運営している。
2016年、ゲートウェイパンディットはドナルド・トランプの大統領選挙運動についてトランプに有利な報道を行い、トランプの当選後は記者証を与えられた。ハーバード大学のバークマン・センターによる2017年の研究で、ゲートウェイパンディットはFOXニュース、ザ・ヒル、ブライトバート・ニュースに次いで、2016年大統領選中にTwitter上のトランプ支持者が4番目に多くシェアしたソースであったことが明らかとなった。2021年2月6日、Twitterは、2020年米大統領選挙に関する誤情報を繰り返し広めたとして、Hoftのアカウント（@gatewaypundit）を永久凍結したが、イーロン・マスクによるTwitter買収後の2022年12月16日、アカウントの凍結が解除された。
デジタルヘイト対策センターの研究で、2020年11月から2021年7月までの間、ゲートウェイパンディットがGoogle 広告の収益で最大110万米ドルを得ていたことが明らかとなった。

### ホワイトハウスの記者証
2017年2月、創設者のJim Hoftとゲートウェイパンディットに所属する28歳の作家Lucian Wintrichは、第1次トランプ政権からホワイトハウスの記者証を交付された。
公認記者として、HoftとWintrichはすべての記者会見に出席してホワイトハウスの報道官に質問することが認められた。Wintrichは電話取材で、「現在記者会見室を占拠している多くの極左のマスコミよりは遥かに公平に報道（していく）」と述べた。Wintrichによると、ホワイトハウスにおけるゲートウェイパンディットの使命は、マスコミの「極左的で偏向した報道」を取り上げることで「マスコミの膿を取り除」き、ホワイトハウスの記者の偏向とWintrichが考えるものを是正することであるという。

## 誤情報および陰謀論
ゲートウェイパンディットは誤情報および捏造報道の発信元として知られている。『Harvard Journal of Law & Technology』はゲートウェイパンディットを「主にフェイクニュースを拡散する」サイトと呼び、CNNは「陰謀論を広めがちな」サイトと呼んだ。2019年8月、ジャーナリズム論教授のErik P. BucyとJohn E. Newhagenは、「インフォウォーズ、ゲートウェイパンディット、ザ・デイリー・ストーマーなどの特に攻撃的なフェイクニュースサイトと関連するYouTubeチャンネルは、これらのメディアによる誹謗中傷および名誉毀損の被害者によって日常的に訴えられている」と述べた。誤った報道に対して数多くの訴訟が提起された結果、2018年3月、Jim Hoftは所属する記者により慎重になるよう伝えたと報じられている。Hoftは、これらの訴訟は「右派系の報道機関を攻撃する多方面からの取り組みの一形態である」と述べた。
2019年11月、英語版ウィキペディアのコミュニティはゲートウェイパンディットを信頼できる情報源として認めないことを決定した。
ノースイースタン大学、ハーバード大学、ノースウェスタン大学、ラトガーズ大学の研究者による2020年の研究で、ゲートウェイパンディットは共和党支持者および老年層の間で、新型コロナウイルス感染症に関するフェイクニュースの発信元としてインフォウォーズ、WorldNetDaily、Judical Watch、Natural Newsと大差をつけて最もシェアされたサイトであることが示された。
2021年7月、Googleの広報担当者は、ゲートウェイパンディットのホームページおよび一部の記事への広告の出稿を停止したと発表した。2021年9月、Googleは広告出稿の停止をサイト全体に拡大した。

### 2016年大統領選挙
ゲートウェイパンディットは、不正選挙およびヒラリー・クリントンの健康状態に関する誤った噂を拡散した。具体的には、「速報: 71%の医師がヒラリーの健康状態に関する懸念を深刻と述べる 欠格の可能性」、「ヒラリー・クリントンがカメラの前でてんかん発作を起こした？」といった見出しで、ヒラリー・クリントンの健康状態が芳しくないとする噂がゲートウェイパンディットを介して広められた。不正選挙について、ゲートウェイパンディットは2016年の大統領選期間中、ロシアのトロールファームであるインターネット・リサーチ・エージェンシーが作った偽の共和党員のなりすましTwitterアカウントが投稿した、フロリダ州ブロワード郡当局が郵便票を改ざんしていると主張する根拠のないツイートを事実として報道した。

### 銃乱射犯およびテロリストの誤認報道
ゲートウェイパンディットは、銃乱射事件およびテロ攻撃の犯人を複数回にわたり誤認して報道した。
男が集会に抗議する群衆に車で突っ込み1人が死亡する事件が起きた2017年のユナイト・ザ・ライト・ラリーの直後、ゲートウェイパンディットはミシガン州に住む若い男性を誤って車の運転手と報じた。誤認報道が起きてから、男性の家族は複数の殺害予告を受け、人前に出ることができなくなった。男性は父親とともに、ゲートウェイパンディットと関係者に名誉毀損の訴えを起こした。
2017年10月、ゲートウェイパンディットは無実の人物を2017年ラスベガス・ストリップ銃乱射事件の狙撃犯と関連づけた誤った記事を公開した。Googleは、当該記事をこの人物の名前の検索結果で「トップストーリー」として表示した。ゲートウェイパンディットは、ニューヨーク・タイムズの記者Rukmini Callimachiが「ISISがこの人物が事件と関係があるという証拠を持っている」と述べたと根拠なく主張したが、Callimachiはそのようなことを述べたことはないと否定した。
ゲートウェイパンディットはマージョリー・ストーンマン・ダグラス高校銃乱射事件に関する陰謀論を拡散した。2018年2月、ゲートウェイパンディットは似た名前のブロワード郡の有権者の登録記録を引用し、狙撃犯のニコラス・クルーズが民主党員として登録していたとする誤った記事を公開した。ゲートウェイパンディットはのちに誤りを訂正した。同じ月、ゲートウェイパンディットはデビッド・ホッグの銃規制運動が彼の元FBIエージェントの父親によって推し進められているものであると主張し、マージョリー・ストーンマン・ダグラス高校銃乱射事件の10代の生存者のうち少なくとも1人がディープステートと繋がっていると主張した。他の極右系のサイトも同様の主張を行った。
2018年7月、ゲートウェイパンディットは、爆弾製造設備と違法な武器の保有で逮捕された男が「左派でアンチファのテロリスト」であるとする誤った主張を行った。実際には男は保守主義者であり、男のFacebookのプロフィールには憲法修正第2条を支持するミームが多数掲載されていた。
2018年8月、ゲートウェイパンディットは、Redditのユーザーを誤ってジャクソンビル銃乱射事件の犯人であると報した。

### 2020年大統領選挙
2020年11月、ゲートウェイパンディットは、2020年米大統領選挙で使用されたソフトウェアのバグにより、ウィスコンシン州ロック郡の1万票がドナルド・トランプから対立候補のジョー・バイデンに「移動された」とする誤った報道を行った。この記事は、トランプの息子エリック・トランプによって拡散された。AP通信は報道を否定し、不一致とされるものはロック郡の選挙のサイトから選挙結果を取得するときに起きた技術的な問題によるものであり、問題は数分で修正され、実際の集計に影響はないと述べた。ロック郡書記官のLisa Tollefsonは、ゲートウェイパンディットの報道は誤りであり、郡は最終集計結果を支持すると述べた。ウィスコンシン州選挙委員会はのちに、「APのミスはロック郡の票の集計および非公式の（選挙）結果の公表に関する問題があったことを示すものではない。当委員会は郡の非公式の（選挙）結果の発表が常に正確であったことを郡と確認している（中略）これらのミスは、認証前に地方・郡・連邦レベルで3度検証されるウィスコンシン州の公式の（選挙）結果とは無関係である」と補足した。
2020年12月、ゲートウェイパンディットは、ジョージア州州務長官ブラッド・ラフェンスペルガーの兄弟の「Ron」が中国の技術企業で働いたことがあるとする誤った報道を行った。ラフェンスペルガーの兄弟の名前はRonではなく、中国の企業で働いたこともない。同じ月、ゲートウェイパンディットは、ドミニオン・ヴォーティング・システムズ役員のEric Coomerが提起した名誉毀損訴訟の被告として名前が挙げられた。Coomerは、被告が自分を「売国奴」として扱い、結果「複数の現実味のある殺害予告を受けたと主張した。
2021年8月、デイリー・ビーストはトランプ・ホワイトハウスの高官の話として、2020年大統領選の結果を覆す計画の実行中にトランプがゲートウェイパンディットの記事の印刷物を持っているところを目撃され、バイデンに有利となる不正選挙が起きていると主張するサイトの記事を配って官僚に行動するよう求めたこともあったと報じた。
マリコパ郡の監査の結果が公表された数日後、ゲートウェイパンディットは「選挙は認証されるべきでなく、報告された（選挙）結果は信頼できない」という誤った文言が入っている編集された監査報告書を公開した。ゲートウェイパンディットは、この編集された報告書を「Byrne」（バーン）から入手したと書いた。トランプ支持者のパトリック・M・バーンは、マリコパ郡の監査の資金供与者であった。バーンは、そのような報告書を提供した覚えはないと否定した。
2021年10月、ゲートウェイパンディットは、Poor People's Campaignの調査を「民主党が低所得世帯の有権者を選挙を盗むのに利用した」とする誤った主張を行うのに利用した。調査は、2020年の大統領選の有権者の約35％が世帯収入5万米ドル以下であることを示したものであった。ポリティファクトは、ゲートウェイパンディットが有権者アウトリーチ（voter outreach）と不正選挙（voter fraud）を混同しているとして、主張を「まったくのでたらめ」と評価した。
2021年12月、サイトと所有者が「電話番号を変更し、オンラインアカウントを削除し、身の危険を感じなければならなくなるほどの強迫・嫌がらせ・脅迫行為を扇動した」誤った記事を意図的に公開したとして、2人のジョージア州の選挙関係者がゲートウェイパンディットを名誉毀損で提訴した。この報復として、サイトは「ルビー・フリーマンと娘が投票機に何度も投票用紙を押し込む動画を公開したことでゲートウェイパンディットを提訴　この訴訟を闘うため援助を求める」というタイトルの記事を公開し、当初からの虚偽の主張を繰り返した。
研究者が2022年にワシントン大学のCenter for an Informed PublicおよびKrebs Stamos Groupと共同で実施した分析で、ゲートウェイパンディットは2020年後半、Twitter上の選挙に関する誤情報の2番目に巨大な発信元であったことが明らかとなった。